# 生来の決意作戦
生来の決意作戦（せいらいのけついさくせん、英語: Operation Inherent Resolve）は、2014年8月に開始されたアメリカ合衆国を中心とする多国籍軍によるイスラム過激派組織・イスラム国に対する軍事作戦。当初はイラクやシリア国内に限定しており、その内容もイラク軍やクルド人部隊の地上勢力支援や救援物資の搬入を目的とした限定的な作戦行動であったが、次第に作戦の範囲が拡大しイスラム国撃滅作戦へと発展。アメリカ軍やイギリス軍などがイスラム国の支配地域で連日空爆を行っており、かつては中東全域を支配せんとする勢いであったイスラム国も現在ではかなり弱体化しているとされる。Inherent Resolveは固有の決意、確固たる決意、不動の決意とさまざまに訳されるが、生来の決意が最も一般的である。

## 経緯
フセイン政権崩壊後の2006年頃、イラクの聖戦アル＝カーイダ組織を元に誕生したイスラム過激派組織・イスラム国は次第に勢力を広め、2014年に入った頃にはイラクやシリアなど中東諸国の政治的混乱に乗じてこれらの国の大部分を制圧し、支配下に置いた。その上でイスラム国は誘拐した子供の人身売買や生き埋め、イラク北部の少数民族であるヤズィーディーの人々に対する虐殺や拉致、強姦、ヨルダン軍のパイロット・ムアズ・カサースベを生きたまま火を放って焼き殺すなど、多くの残虐行為を行った。
2014年8月、アメリカ合衆国はイスラム国の支配地域に対して空爆を開始し、以降は有志連合による対イスラム国の軍事作戦を主導した。その結果、2017年頃までにイスラム国の支配地域はその90％が有志連合軍や地元の義勇軍によって解放された。2017年10月、イスラム国が「首都」としていたラッカが陥落し、この「擬似国家」は事実上崩壊した。

### 2014年
- 1月26日 - コバニ包囲戦が開戦。
- 8月7日 - フランスの求めにより国連安保理の緊急会合が非公式で開催。過激派組織ISILによる攻撃で、危機に直面しているイラクを支援する呼び掛けが行われる。同日、アメリカ合衆国のバラク・オバマ大統領がISILに対する限定的な空爆を承認。
- 8月8日 - アメリカ中央軍がイラク国内のISILの拠点に対して空爆を開始。以後、フランス、サウジアラビア、アラブ首長国連邦、バーレーンも作戦参加表明。
- 8月25日 - バラク・オバマ大統領がアメリカ軍によるシリア上空での偵察飛行を承認した[16]。
- 9月19日 - 国連安保理は、全会一致でISILの壊滅に向けて対策強化を求める議長声明を採択した[17]。また、同日、フランス軍はイラク北東部のISILの補給所に対して、初の空爆を実施した[18]。
- 9月23日 - 空爆対象区域をISILの活動範囲に合わせてシリアにも拡大[19]。
- 9月25日 - ベルギーとオランダが作戦参加表明。
- 9月26日 - 有志国としてイギリス、デンマークが参加表明。ギリシャも参加の意向が伝えられる[20]。
- 9月27日 - ヨルダンが作戦参加表明。
- 10月7日 - カナダ国会が作戦参加を決議。
- 10月9日 - オーストラリアが参加。同国空軍のFA-18が初空爆。
- 10月12日 - トルコがアメリカと有志連合に対し、インジルリク空軍基地の使用を承認。
- 10月15日 - 作戦名「生来の決意作戦」を公式発表。作戦内容は軍事のみではなく外交や諜報、経済などの手段も使うことを言及[21]。
- 10月23日 - シリア国内への空爆1ヶ月間の死者数が、ISIL戦闘員を中心に553人に達する。
- 11月8日 - イラクのモスル近郊の爆撃により、ISIL指導者アブー・バクル・アル＝バグダーディーが死亡または負傷したと報じられたが[22]、ISILは11月13日に音声を公開し死亡報道を打ち消した[23]。
- 12月24日 - 空爆に参加していたヨルダン軍のF-16が墜落（ISIL側は撃墜を主張）し、パイロット1人がISILに拘束された[24]。パイロット拘束の後から、ヨルダンとアラブ首長国連邦は空爆作戦への参加を停止している[25]。

### 2015年
- ジャスティン・トルドーは2015年カナダ総選挙で勝利した後、電話でバラク・オバマに米国主導の対ISIL空爆からの漸次撤収を伝達。カナダ空軍のジェット戦闘機CF-18 ホーネットを中東から撤収させる意向を示した[26]。具体的撤収時期を設定することは避けた。北イラクにいる約70のカナダ特殊部隊のミッションについては継続させる。トルドーは約3500万人のカナダ人の代表として、我々は戻ってきたのだというメッセージになると述べた[26]。
- 1月26日 - コバニ包囲戦が終結。
- 2月3日 - ISILが、拘束していたヨルダン軍パイロットを焼死させる映像を公開。ヨルダン政府では、1月3日に殺害されたことを確認しているという[27]。この映像の公開を受け、ヨルダン軍はISILに対する空爆を再開した[28]。しかし、アラブ首長国連邦は空爆をまだ停止しており、再開の条件として、新型輸送機オスプレイの作戦への投入など、米軍が態勢を強化することを提示している。
- 4月8日 - カナダ空軍のCF-18AがシリアのISIL拠点を初空爆。
- 5月16日 - 米軍特殊部隊が同組織で資金源である原油・ガス取引などを指揮していた幹部、アブ・サヤフ (ISIL)（英語版）を殺害したと発表[29]。人質救出作戦以外ではシリアで初の地上作戦となった[29]。
- 8月21日 - アメリカ軍が空爆で、当時ISナンバー2であったファディル・アフマド・ハヤリ（英語版）幹部（旧イラク軍中佐）を殺害したと発表[30]。
- 8月24日 - アメリカ軍がISの「首都」ラッカに空爆を行った際、ジュネイド・フセイン（英語版）幹部を殺害したと明らかにした[31]。同幹部は世界各地でテロをおこすローンウルフ型のテロ要員確保を担っており、米軍や政府の関係者約1300人の個人情報をネット上に公開し、彼らを襲撃するよう呼びかけていた[31]。
- 8月28日 - トルコ軍がシリアのISIL拠点を初空爆[32]。
- 9月27日 - フランス大統領府が、フランス軍がシリアのISILの拠点に対して初めて空爆を行ったことを発表した[33]。
- 9月30日 - ロシア軍がシリア国内のISIL拠点への空爆開始。
- 10月7日 - ロシア海軍がカスピ海からシリア国内のISIL拠点への巡航ミサイル攻撃を実施。
- 10月22日 - イラク北部のキルクーク県で米軍特殊部隊がペシュメルガとの共同作戦により、ISIL拠点からのイラク人救出作戦に成功。戦死1名。
- 11月15日 - フランス軍がシリア国内のISIL拠点への空爆再開。
- 11月27日 - ドイツが作戦参加表明。
- 12月2日 - イギリス議会はイラクで実施している空爆をシリアへ拡大するよう求める動議を賛成多数で可決し承認した[34]。翌日に空爆を始めた[34]。
- 12月3日 - イギリス軍がシリア国内のISIL拠点を初空爆。
- 12月29日 - イラク政府軍がイラク西部・アンバル州の州都ラマディを奪還。

### 2016年
- 偵察任務に就いているドイツ空軍のトーネードがソフトウェア・アップデートを行ったが、これにより操縦室補助照明の照度がパイロットの視力に影響を与えるほど上がり、ドイツ空軍は夜間作戦を中止している[35]。
- 2月 - 米軍特殊部隊がISIL幹部Sleiman Daoud al-Afari(化学兵器部門)を拘束。

- 3月24日 - 米軍特殊部隊が行った急襲作戦で、当時IS組織ナンバー2であったアブドルラフマン・ムスタファ・カドゥリ（英語版）財務大臣が死亡したと発表した[36][37][38][39]。

- 3月14日、米軍の空爆によりアブオマル・シシャニ（英語版）戦争大臣（元グルジア軍司令官）が死亡したと発表した[40][41][42][43]。
- 6月27日 - 米軍主導の有志連合から援護を受け、イラク軍が西部の都市ファルージャを奪還。

### 2017年
- 1月 - 米軍特殊部隊がISIL幹部アブ・アナス・アル=イラク(財務部門)を殺害。
- 6月18日 - シリア北部タブカ南郊の上空でアメリカ海軍空母ジョージ・H・W・ブッシュ所属のFA-18がアサド政権軍のSu-22戦闘爆撃機を撃墜した。有志連合が支援する「シリア民主軍」の戦闘員らが展開している地域を政権軍が空爆したため、交戦規定に基づき集団的自衛権を適用した[44]。この月、有志連合はこれ以外にも8日と20日にもアサド政権側の武装無人機を撃墜している[45]。ロシアは19日、有志連合によるシリア軍機撃墜に強く反発し、シリアを飛行する有志連合の軍用機や無人機を「防空システムの標的とし、ロシア軍機を同伴飛行させる」と発表した。オーストラリアはロシアのこの措置を受け、当面の間シリア空爆を見合わせることを発表している[44]。
- 7月10日 - 米軍主導の有志連合から援護を受け、イラク軍がモスルを奪還。
- 10月17日 - 米軍主導の有志連合から援護を受け、イラク軍がISILの「首都」ラッカを奪還。

### 2019年
- 3月23日 - 「シリア民主軍」がISIL最後の拠点だったシリア東部のバグズ町を完全に制圧したと発表。
- 5月31日 - 連合軍の攻撃による過失で少なくとも1302人の民間人が死亡したと、認めさらに111人の民間人が犠牲になったとみて、調査を進めている。[46]。
- 10月17日 - シリアのクルド人民兵組織「シリア民主軍」が対ISIL作戦を停止。
- 10月26日 - 米陸軍特殊部隊がISILの拠点を襲撃し、最高指導者のアブー・バクル・アル＝バグダーディー殺害に成功[47]。
- 10月31日 - バグダーディーの後継者としてアブイブラヒム・ハシミが選出。

### 2020年
- 3月17日 - 米政府がISILの新指導者、アミル・モハメド・アブドル・ラーマン・マウリ・サルビ（Amir Mohammed Abdul Rahman al-Mawli al-Salbi）容疑者を国際テロリストに指定。
- 3月31日 - ドイツ空軍がトーネードECRが同作戦任務を終了したと発表。
- 5月10日 - フランス空軍ラファールB2機が「シャマール作戦(opération Chammal)」でイラクにあるISIL拠点を空爆。
- 5月17日 - 米軍とシリア民主軍の共同作戦によりシリア東部のデリゾール県でISIS幹部のアフマド・イサ・イスマイル・アズ・ザヴィとアフマド・アブド・ムハメッド・ハザン・アリ・ジュガイフィを殺害。
- 6月1日 - イラクのムスタファ・カディミ首相の指示により、キルクーク県南西部で対ISIL『イラクの英雄』作戦が開始された。